# Elezioni regionali in Emilia-Romagna del 1980
Le elezioni regionali in Emilia-Romagna del 1980 si tennero l'8-9 giugno.

## Risultati elettorali
| Liste                                                  | Voti      | %     | Seggi |
| ------------------------------------------------------ | --------- | ----- | ----- |
| Partito Comunista Italiano (PCI)                       | 1.359.255 | 48,18 | 26    |
| Democrazia Cristiana (DC)                              | 722.614   | 25,62 | 13    |
| Partito Socialista Italiano (PSI)                      | 290.981   | 10,31 | 4     |
| Partito Socialista Democratico Italiano (PSDI)         | 133.238   | 4,72  | 2     |
| Partito Repubblicano Italiano (PRI)                    | 122.919   | 4,36  | 2     |
| Movimento Sociale Italiano - Destra Nazionale (MSI-DN) | 89.734    | 3,18  | 1     |
| Partito Liberale Italiano (PLI)                        | 59.802    | 2,12  | 1     |
| Partito di Unità Proletaria per il Comunismo (PdUP)    | 40.039    | 1,42  | 1     |
| Partito Democratico-Lista per Trieste                  | 2.396     | 0,08  | -     |
| Totale                                                 | 2.820.978 |       | 50    |

| Riepilogo dei seggi | Riepilogo dei seggi | Riepilogo dei seggi | Riepilogo dei seggi | Riepilogo dei seggi | Riepilogo dei seggi | Riepilogo dei seggi |
| ------------------- | ------------------- | ------------------- | ------------------- | ------------------- | ------------------- | ------------------- |
|                     |                     |                     |                     |                     |                     |                     |
| PdUP                | 1                   | ━                   |                     | PCI                 | 26                  | ━                   |
| PSI                 | 4                   | ━                   |                     | PSDI                | 2                   | ━                   |
| PRI                 | 2                   | ━                   |                     | DC                  | 13                  | ━                   |
| PLI                 | 1                   | ━                   |                     | MSI-DN              | 1                   | ━                   |

## Consiglieri eletti
| Collegio      | Lista                                         | Eletto                    |
| ------------- | --------------------------------------------- | ------------------------- |
| Bologna       | Partito Comunista Italiano                    | Giorgio Alessi            |
| Bologna       | Partito Comunista Italiano                    | Cesare Baccarini          |
| Bologna       | Partito Comunista Italiano                    | Augusto Antonio Barbera   |
| Bologna       | Partito Comunista Italiano                    | Pier Luigi Cervellati     |
| Bologna       | Partito Comunista Italiano                    | Laura Renzoni Governatori |
| Bologna       | Partito Comunista Italiano                    | Enrica Selvatici          |
| Bologna       | Democrazia Cristiana                          | Gianfranco Galletti       |
| Bologna       | Democrazia Cristiana                          | Alberto Gandini           |
| Bologna       | Democrazia Cristiana                          | Renzo Contini             |
| Bologna       | Partito Socialista Italiano                   | Renato Santi              |
| Bologna       | Partito Socialista Democratico Italiano       | Raffaele Trivellini       |
| Bologna       | Movimento Sociale Italiano - Destra Nazionale | Alessandro Mazzanti       |
| Bologna       | Partito Liberale Italiano                     | Gualtiero Fiorini         |
| Bologna       | Partito di Unità Proletaria                   | Giuseppe Chicchi          |
| Ferrara       | Partito Comunista Italiano                    | Radames Stefanini         |
| Ferrara       | Partito Comunista Italiano                    | Radames Costa             |
| Ferrara       | Partito Comunista Italiano                    | Giuseppe Corticelli       |
| Ferrara       | Democrazia Cristiana                          | Paolo Siconolfi           |
| Ferrara       | Partito Socialista Italiano                   | Giovanni Piepoli          |
| Ferrara       | Partito Socialista Democratico Italiano       | Aldo Zappaterra           |
| Forlì         | Partito Comunista Italiano                    | Lanfranco Turci           |
| Forlì         | Partito Comunista Italiano                    | Giorgio Ceredi            |
| Forlì         | Partito Comunista Italiano                    | Daniele Alni              |
| Forlì         | Democrazia Cristiana                          | Giobbe Gentili            |
| Forlì         | Democrazia Cristiana                          | Ermanno Vichi             |
| Forlì         | Partito Repubblicano Italiano                 | Stelio De Carolis         |
| Forlì         | Partito Socialista Italiano                   | Ottorino Bartolini        |
| Modena        | Partito Comunista Italiano                    | Oreste Zurlini            |
| Modena        | Partito Comunista Italiano                    | Isa Ferraguti             |
| Modena        | Partito Comunista Italiano                    | Germano Bulgarelli        |
| Modena        | Partito Comunista Italiano                    | Luciano Guerzoni          |
| Modena        | Democrazia Cristiana                          | Carlo Giovanardi          |
| Modena        | Democrazia Cristiana                          | Glicerio Vincenzi         |
| Parma         | Partito Comunista Italiano                    | Renato Albertini          |
| Parma         | Partito Comunista Italiano                    | Ivanoe Sensini            |
| Parma         | Democrazia Cristiana                          | Corrado Truffelli         |
| Parma         | Democrazia Cristiana                          | Nando Calestani           |
| Parma         | Partito Socialista Italiano                   | Umberto Varoli            |
| Piacenza      | Democrazia Cristiana                          | Fausto Frontini           |
| Piacenza      | Partito Comunista Italiano                    | Renuccio Tirelli          |
| Piacenza      | Partito Comunista Italiano                    | Pier Luigi Bersani        |
| Ravenna       | Partito Comunista Italiano                    | Pietro Albonetti          |
| Ravenna       | Partito Comunista Italiano                    | Pierino D'Attorre         |
| Ravenna       | Partito Comunista Italiano                    | Decimo Triossi            |
| Ravenna       | Democrazia Cristiana                          | Natalino Guerra           |
| Ravenna       | Partito Repubblicano Italiano                 | Sauro Camprini            |
| Reggio Emilia | Partito Comunista Italiano                    | Riccarda Nicolini         |
| Reggio Emilia | Partito Comunista Italiano                    | Emilio Severi             |
| Reggio Emilia | Partito Comunista Italiano                    | Giannetto Patacini        |
| Reggio Emilia | Democrazia Cristiana                          | Pierluigi Castagnetti     |